# نورمن اش
نورمن اش (انگلیسی: Norman Ashe؛ زادهٔ ۱۶ نوامبر ۱۹۴۳) بازیکن فوتبال اهل بریتانیا است.
از باشگاه‌هایی که در آن بازی کرده‌است می‌توان به باشگاه فوتبال نانیتون تاون، باشگاه فوتبال استون ویلا، و باشگاه فوتبال روترهام یونایتد اشاره کرد.